# En Vivo - Gira 2004–2005
En Vivo - Gira 2004–2005 foi o primeiro CD/DVD ao vivo do grupo chileno Kudai.
Gravado  em Santiago Chile é um CD/DVD ao vivo produzido pela MTV chilena.

## Faixas
- 1.En Concierto (In concert)
- 2.No quiero regresar (I don't want to come back)
- 3.Que aquí que allá (Here, there)
- 4.Vuelo (Flight)
- 5.Dulce y Violento (Sweet and Violent)
- 6.Más (More)
- 7.Escapar (Escape)
- 8.Acústico (Acoustic)
- 9.Lejos de la ciudad (Far away from the city)
- 10.Ya nada queda (There's nothing left)
- 11.Quiero (I Want)